# Cascabulho
Cascabulho es una localidad caboverdiana del municipio de Maio.

## Geografía
La localidad está situada en la isla de Maio.

## Organización territorial
La localidad abarca el lugar de:
- Cascabulho